# Demis Cavina
Demis Cavina (Castel San Pietro Terme, 11 settembre 1974) è un allenatore di pallacanestro italiano.

## Carriera

### Inizi
Ha iniziato la carriera da allenatore presso le giovanili della squadra del suo paese natale, Castel San Pietro Terme, nel 1995. Due anni dopo, a soli 23 anni, è stato promosso capo-allenatore della prima squadra, militante all'epoca in Serie B2, centrando l'obiettivo della salvezza.
L'anno successivo è stata la volta del Progresso Castel Maggiore, con la quale riesce a conquistare una clamorosa doppia promozione in due anni, partendo dalla Serie B2 arrivando alla A2.

### La Serie A
Negli anni a seguire ha allenato Roseto, dove assunse l'incarico a soli 26 anni risultando il più giovane coach di sempre in Serie A, due stagioni a Latina (play-off da quinto nel 2003), due all'Imola, con la quale il secondo anno raggiunse i play-off e la finale della Coppa di Lega, Fabriano e due altre stagioni alla Dinamo Sassari, sfiorando la storica promozione in Serie A, perdendo alla quarta partita la finale play-off contro la Vanoli Soresina. Nella stagione 2009-10 ha allenato la Snaidero Udine, portando gli arancioni fino ai quarti di finale play-off con un roster composto per sette decimi da ragazzi friulani.

### Veroli
Nel 2010-11 ha allenato la Prima Veroli, con la quale ha vinto la Coppa di Lega battendo in finale l'Andrea Costa Imola nelle Final Four svoltesi a Novara, mentre in campionato è uscito ai play-off in semifinale con Venezia dopo una combattutissima gara cinque. Alla Prima Veroli rimane anche l'anno successivo mentre nel 2012-13 finisce la stagione alla Givova Scafati dove, grazie ad un buon finale, disputa i play-off uscendo con Pistoia, la compagine che verrà poi promossa nella massima serie.

### Napoli e Derthona
Nel 2013-14 accetta l'offerta della Expert Napoli, venendo sollevato dall'incarico dopo la prima partita del girone di ritorno.
A luglio 2014 accetta l'incarico di head coach per il Derthona Basket, neo promosso in A2 Silver, prendendo il posto di Antonello Arioli. Con il club piemontese riesce a disputare subito una stagione con oltre il 50% di vittorie (nel mese di dicembre si aggiudica anche il premio quale miglior allenatore). Nelle due successive stagioni 2015-16 e 2016-17 porta Tortona ai play-off di A2 (prima volta in assoluto per il club), fermandosi nel primo anno, dopo aver eliminato Trieste, solo dopo cinque partite con la futura promossa Leonessa Brescia.

### Le esperienze a Imola e Udine
Conclusosi questo ciclo vittorioso nel 2017, ritorna nella sua terra d’origine firmando un contratto annuale con l'Andrea Costa Imola, sfiorando i play-off con uno dei gruppi più giovani dell'intera A2. Il 31 maggio 2018 torna ad allenare a distanza di otto anni l'Amici Pallacanestro Udinese, dove nonostante un record positivo viene sollevato dall'incarico dopo poche partite dall'inizio del girone di ritorno.

### Torino
Il 21 giugno viene annunciato il suo ingaggio con un contratto biennale da parte del Basket Torino, neonata squadra nata dalle ceneri dell'Auxilium dichiarata fallita il mese precedente grazie a una cordata presieduta da Stefano Sardara, presidente e proprietario della Dinamo Sassari. Sulla panchina gialloblù nella stagione 2019-2020 si piazza in vetta al girone candidandosi così alla promozione, ma il campionato viene interrotto a causa della pandemia di COVID-19. Nella stagione successiva conduce la società piemontese alla finale promozione mancando l'ascesa in massima serie a causa della sconfitta in cinque gare contro il Derthona Basket. Durante la stagione viene eletto miglior allenatore del girone di ritorno grazie alle 9 vittorie in 13 partite.

### Il ritorno a Sassari
Il 2 luglio 2021, terminata l'esperienza torinese, il presidente Sardara lo riporta alla "casa madre", la Dinamo Sassari, a distanza di 12 anni dopo la sua esperienza in Sardegna. Con i biancoblù ritorna ad allenare su una panchina di Serie A dopo 20 anni. Il 16 novembre, dopo un inizio di stagione al di sotto delle aspettative, il club comunica il suo esonero.

### Vanoli Cremona
Nell'estate 2022 si accorda con la Vanoli Cremona, in Serie A2.
Nella stagione 2022-2023 guida la Vanoli Cremona alla vittoria della Supercoppa LNP, della Coppa Italia LNP e del campionato di Serie A2 centrando così una storica tripletta da record.
La seconda stagione in terra cremonese, da neopromossa con il nucleo del gruppo portato dalla serie A2, sfiora clamorosamente i play off centrando quindi tranquillamente l'obiettivo della salvezza. Nella terza stagione viene esonerato il 30 dicembre 2024 quando la squadra ricopriva il terzultimo posto in classifica.

## Palmarès
- Campione d'Italia Dilettanti: 1
- Serie A2: 1
  -  Vanoli Cremona: 2023

- Coppa Italia di Legadue: 1
  -  Veroli Basket: 2011

- Coppa Italia LNP: 1
  -  Vanoli Cremona: 2023

- Supercoppa LNP: 1
  -  Vanoli Cremona: 2022